# Osterøybrua
Osterøybrua je silniční visutý most spojující část Bergenu Arna s oblastí Kvisti v jižní části ostrova Osterøy v norském kraji Hordaland. Je součástí cesty Fylkesvei 566 a přemosťuje fjord Sørfjorden.
Most byl postaven v 90. letech a otevřený 3. října 1997 norským ministrem dopravy a komunikací Sisselom Rønbeckom. Zkonstruován byl společností Aas-Jakobsen a finanční náklady na jeho výstavbu činily 308 mil. NOK. Byl navržen tak, aby dokázal odolat i extrémním bouřím. Po dokončení se s celkovou délkou 1065 m stal třetím nejdelším visutým mostem v zemi (po mostech Gjemnessundbrua a Sotrabrua). Celkově má most osm polí, délka rozpětí největšího z nich je 595 m. Výška hlavních pylonů je 121 m. Výškový rozdíl mezi fjordům a nejvyšším bodem mostovky je 53 m.
Most je jedním ze dvou, které spojují ostrov Osterøy s norskou pevninou - druhým je most Kallestadsundet bru z roku 1985 spojující severní část ostrova.